# Aniela Aszpergerowa

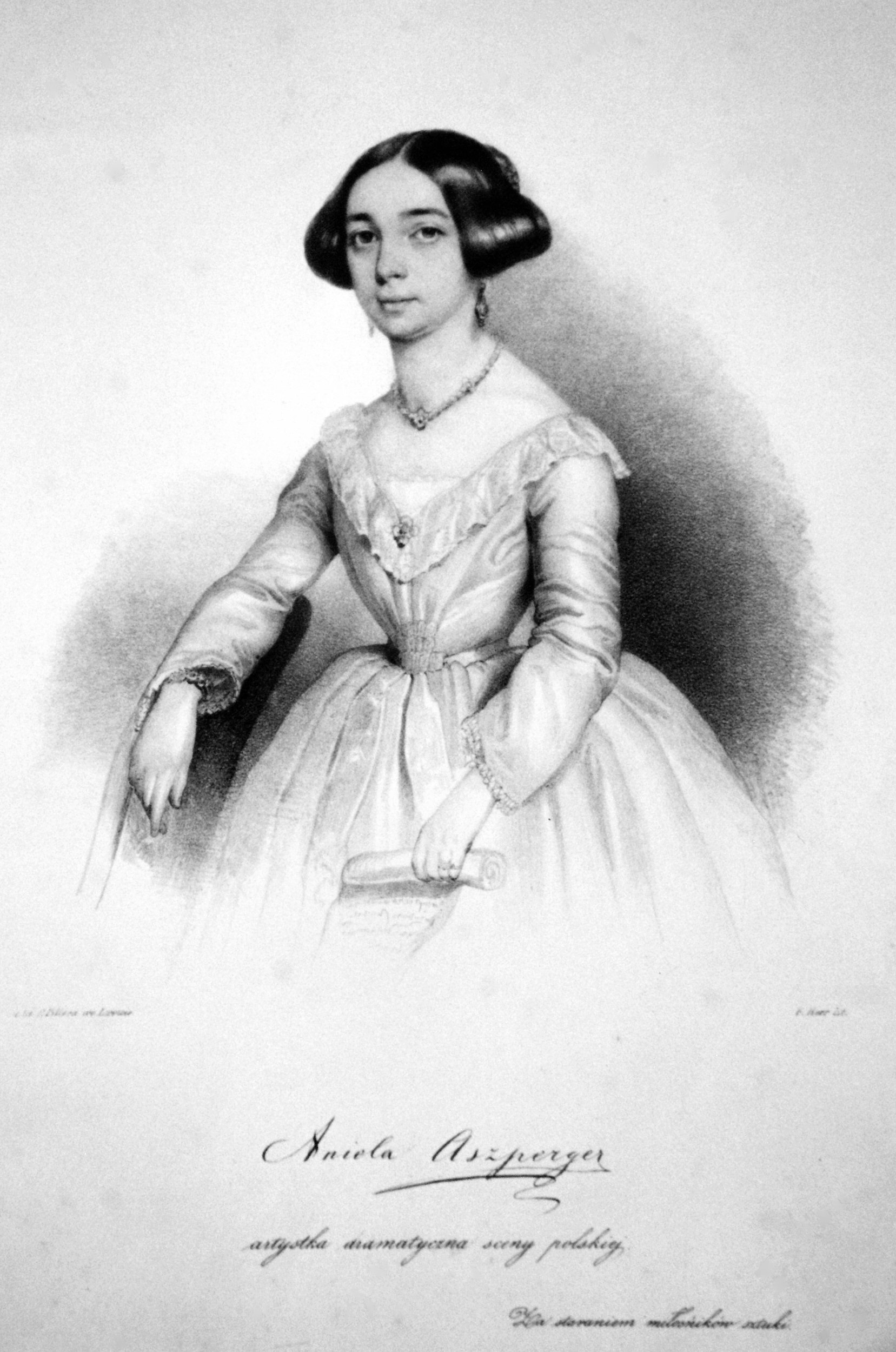
Aniela Aszperger, Lithographie von Faustin Herr, ca. 1840

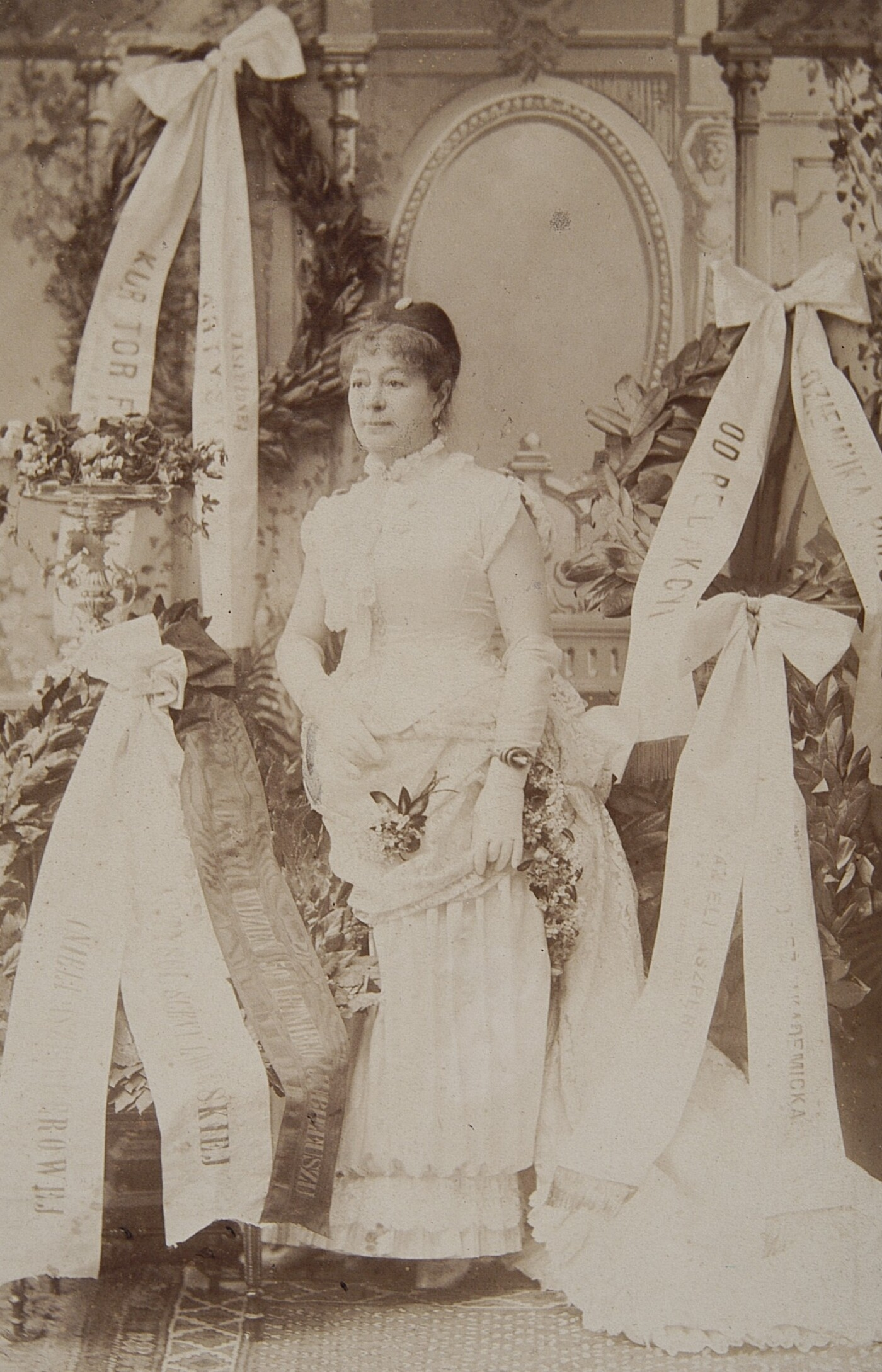
Aniela Aszpergerowa (1884)

Aniela Aszpergerowa, auch Aszperger, gebürtig Kamińska (* 29. November 1815, 1816 oder 1818 in Warschau; † 27. Januar 1902 in Lwów), war eine polnische Theaterschauspielerin. Sie war mit dem Schauspieler und Theaterdirektor Wojciech Aszperger verheiratet.

## Leben
Aszpergerowa schloss die Theaterschule in Warschau ab und debütierte 1835 im Teatr Rozmaitości, wo sie engagiert wurde. Im August 1836 ging sie an das Theater in Vilnius und spielte vornehmlich die Rolle der Naiven in Komödien. In Minsk spielte sie von 1837 bis 1839 in der Gruppe von Wojciech Aszperger, den sie 1838 heiratete und mit dem sie in der Saison 1839/40 in Vilnius auftrat. Bis zu ihrer Hochzeit trat sie als Aniela Kamińska auf. Im Warschauer Theater spielte sie im Juli 1840 die Titelrolle der Rita Hiszpanka und wurde engagiert. Da ihr Mann nicht angenommen wurde, löste sie den Vertrag im August 1841 auf und ging mit ihrer Familie nach Lwów. Dort wurde sie im März 1842 von Stanisław Skarbek engagiert. Aufgrund von Konflikten mit dem Theaterdirektor Tomasz Chełchowski, verließ sie Lwów 1855, verbrachte einige Monate in Paris und spielte ab Dezember 1855 in Krakau. An das Theater in Lwów kehrte sie 1857 zurück und war auch nach ihrer Emeritierung 1858 weiterhin engagiert.
Im Zuge eines politischen Prozesses nach dem Januaraufstand 1864 wurde sie zu einem Jahr Haft verurteilt, wurde jedoch bereits nach kurzer Zeit entlassen. Sie verlor ihr Engagement und trat von 1864 bis 1867 nur vereinzelt in Gastspielen in Lwów und Stanisławów auf.
Am Krakauer Theater trat sie von Dezember 1867 bis November 1869 auf und am Posener Theater von Januar bis Juli 1870. Ihre Bemühungen um ein Engagement an den Warschauer Regierungstheatern (polnisch Warszawskie Teatry Rządowe) im Herbst 1870 blieben vergeblich. Daher kehrte sie zunächst für ein Jahr nach Krakau zurück und wurde von April 1872 bis 1889 erneut am Theater in Lwów engagiert. Ihr 50-jähriges Bühnenjubiläum beging sie 1884 in der Rolle der Witwe im Stück Balladyna. Ihren letzten Auftritt gab sie 1896.